# Wohn- und Wirtschaftsgebäude Bardenfleth 16
Das Wohn- und Wirtschaftsgebäude Bardenfleth 16 im niedersächsischen Elsfleth, Ortsteil Moorriem, Bauerschaft Bardenfleth, im Landkreis Wesermarsch, stammt aus dem 18. Jahrhundert.

Aktuell (2023) wird es als Wohnhaus und wohl gewerblich genutzt.
Das Gebäude steht unter Denkmalschutz (siehe auch Liste der Baudenkmale in Elsfleth).

## Geschichte
Die Marschhufensiedlung Moorriem mit der südlichen Bauerschaft Eckfleth erstreckt sich über etwa 16 Kilometer, wurde nach 1062 gegründet und erhielt im 14. Jahrhundert die heutige Struktur mit den schmalen, oft extrem langgestreckten Parzellen. Im Abstand von ca. 50 bis 100 Metern liegen zahlreiche Hofstellen auf Wurten.
Das eingeschossige traufständige Wohn- und Wirtschaftsgebäude als Zweiständer-Hallenhaus in Fachwerk mit Backsteinausfachungen, mit reetgedecktem auf gebogenen Knaggen vorkragendem Krüppelwalmdach und Niedersachsengiebeln mit Uhlenloch, stammt von 1756 (Inschrift). Das Gebäude war ein Kötnerhaus. Die Reste des Innengefüges und des Dachwerks sind erhalten.

Auf dem ehemaligen Hof steht das Haus mittig sowie andere nicht denkmalgeschützte Gebäude.
Das Landesdenkmalamt befand: „… geschichtliche Bedeutung … als beispielhaftes Fachwerkhallenhaus einer Kötnerstelle aus der Mitte des 18. Jhs.“
Kötner hatten nur geringen Landbesitz und verrichteten meist zusätzlich handwerkliche Arbeiten oder arbeiteten als Tagelöhner auf Bauern- und Herrenhöfen.